# 環球科技大學丁東德先生紀念圖書館
環球科技大學丁東德先生紀念圖書館（英文：Ting Tung Te Memorial Library, Transworld University），簡稱環球科大圖書館，是環球科技大學的大學圖書館，位在雲林縣斗六市嘉東校區，以環球科大前董事、環球商業專科學校總務主任丁東德命名。圖書館提供書籍資料的借閱、參考諮詢、館際合作、圖書館利用指導、碩博士論文及館藏數位化、資訊搜尋等服務，並提供各研討室空間供師生使用。館藏量約33萬冊。

## 外部連結
- 球科技大學丁東德先生紀念圖書館